# Martin Kirschner (homme politique)
Pour les articles homonymes, voir Kirschner et Martin Kirschner.
Martin Kirschner (né le 10 novembre 1842 à Fribourg-en-Silésie, arrondissement de Schweidnitz, mort le 13 septembre 1912 à Ehrwald) est bourgmestre-gouverneur de Berlin du 23 décembre 1899 au 31 août 1912.

## Biographie
Son père est médecin à Fribourg-en-Silésie. La famille s'installe en 1852 à Breslau. Des maladies durant son enfance retardent sa scolarité, il obtient au lycée Sainte-Marie-Madeleine de Breslau son abitur en 1863. Le père meurt en 1860. Kirschner étudie le droit à Breslau, Heidelberg et Berlin. Il devient membre de l'Alte Breslauer Burschenschaft der Raczeks (de) en 1863. En 1868, il est stagiaire au tribunal de Breslau puis assesseur en 1871. Peu après, il obtient un poste de juge à Bromberg dans la province de Posnanie. Il épouse Margarethe Kalbeck, la fille d'un écrivain viennois et la sœur du critique musical Max Kalbeck. Le couple aura un fils et quatre filles.
En 1873, Kirschner est élu au conseil municipal de Breslau. Il fait la connaissance du maire Max von Forckenbeck. Lorsqu'il devient maire de Berlin, il demande à Kirschner de le suivre à la capitale. En 1879, Kirschner est élu au syndic de Breslau puis dans le gouvernement. Il devient vice-président et représentant de Breslau au parlement de Silésie. En 1892, il arrive à Berlin ; il est élu bourgmestre de la métropole. Après des querelles entre le conseil municipal et le roi de Prusse, il est élu bourgmestre de Berlin. De 1900 à 1912, il est aussi membre de la Chambre des seigneurs de Prusse.
Durant son mandat, Berlin connaît un nouvel essor. Il renouvelle l'irrigation, fait de longues voies, agrandit les halles et construit un nouveau port à l'est. Il crée le parc Heinrich-von-Kleist et le Viktoriapark. Il commande aussi l'hôpital Rudolf Virchow, les nouveaux bâtiments de l'Académie des arts, le musée de la Marche de Brandebourg...
Dans le domaine social, il organise la scolarité obligatoire et l'enseignement professionnel. Il réorganise le tramway, alors divisé en plusieurs compagnies privées dans la métropole, en essayant d'aboutir à l'unification en leur faisant concurrence avec un tramway propre à la ville en octobre 1900.
En mars 1911, il est de nouveau élu maire. Mais un an plus tard, il démissionne pour des raisons de santé. Il meurt à l'âge de 69 ans d'une affection cardiaque.
Son fils Martin Kirschner deviendra un médecin et chirurgien de renommée internationale, sa fille Mathilde mènera des actions sociales et se fera élire au conseil municipal de Berlin.